# Гемтузумаб озогамицин
Гемтузумаб озогамицин — первый конъюгат антитело-препарат для лечения острого миелоидного лейкоза.

## История создания
- Впервые одобрен для применения в США (2000 г.)[1][2].

## Механизм действия
Конъюгат моноклонального антитела к CD33 и препарата класса (калихеамицин) (озогамицин).

## Показания
- впервые диагностированный CD33-позитивный ОМЛ у пациентов от 1 мес. и старше. Одобрен для применения: США (2020)[3]
- рецидивирующий или рефрактерный CD33-позитивный ОМЛ у пациентов от 2 лет и старше[4].

## Противопоказания
- Гиперчувствительность

## Беременность
- Женщины детородного возраста во время лечения и 6 мес. после него должны использовать методы контрацепции.[4]
- Мужчины во время лечения и 3 мес. после него должны использовать методы контрацепции.[4]